# Luke Kibet (1973)
Luke Kibet (Eldoret, 19 juni 1973) is een Keniaanse atleet, die gespecialiseerd is in de lange afstand. Niet te verwarren met Luke Kibet, geboren in 1983.

## Loopbaan
Kibet neemt deel aan internationale wedstrijden sinds 1997. Zijn persoonlijk record op de marathon is 2:10.18, dat hij liep op de marathon van Amsterdam in 2001. Het leverde hem een derde plaats op.
In 2000 en 2004 won hij de marathon van Nashville.

## Persoonlijke records
| Onderdeel      | Prestatie | Datum           | Plaats    |
| -------------- | --------- | --------------- | --------- |
| halve marathon | 1:01.10   | 29 maart 2003   | Den Haag  |
| marathon       | 2:10.18   | 21 oktober 2001 | Amsterdam |

## Prestaties

### 10 km
- 1997:  Stadsloop Appingedam - 29.18
- 1998: 20e 10 km van Paderborn - 29.48
- 1999: 18e 10 km van Eldoret - 29.32
- 2000: 15e 10 km van Eldoret - 29.23,6

### halve marathon
- 1997: 4e halve marathon van Bütyök - 1:04.26
- 1998: 4e halve marathon van Frankfurt - 1:04.17
- 1998: 6e City-Pier-City Loop - 1:01.46
- 1998: 43e halve marathon van Nizhniy Novgorod - 1:07.49
- 2003: 4e City-Pier-City Loop - 1:01.10
- 2004: 7e halve marathon van Saint Denis - 1:03.07
- 2004: 4e halve marathon van Reims - 1:03.05

### marathon
- 1997: 10e marathon van Wenen - 2:17.14
- 1998:  marathon van Venetië - 2:12.55
- 1999: 15e Boston Marathon - 2:17.50
- 2000: 7e marathon van Rome - 2:11.16
- 2000:  marathon van Nashville - 2:12.55
- 2000:  marathon van München - 2:13.40
- 2001:  marathon van Nashville - 2:13.45
- 2001:  marathon van Amsterdam - 2:10.18
- 2002: 9e marathon van Rotterdam - 2:11.58
- 2002: 9e marathon van Peking - 2:14.44
- 2003: 8e marathon van Rome - 2:12.33
- 2003:  marathon van Nashville - 2:14.12
- 2003:  marathon van Lausanne
- 2004: 5e marathon van Tempe - 2:16.41
- 2004:  marathon van Nashville - 2:14.11
- 2005:  marathon van Nashville - 2:16.04
- 2008: DNF OS